# Ralph-Peter Crimmann

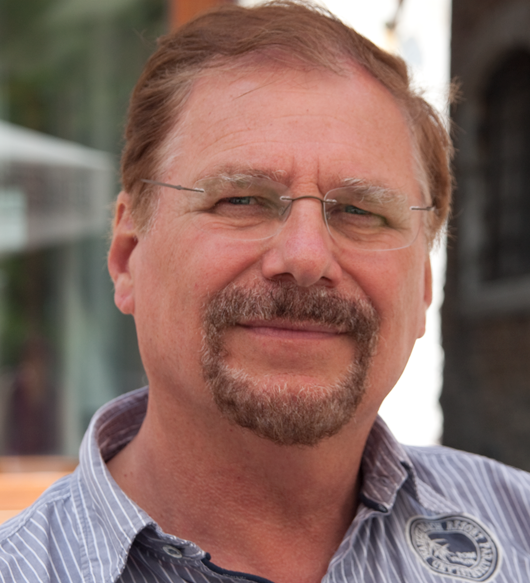
Crimmann im Jahr 2011

Ralph-Peter Crimmann (* 15. März 1949 in Hersbruck) ist ein deutscher Sachbuchautor und Gymnasiallehrer.

## Leben
Sein Vater war Architekt in Nürnberg und Vorsitzender des Bayerischen Architektenbundes, seine Mutter war Hausfrau, Kunsterzieherin und Kindergärtnerin. Crimmann besuchte das Realgymnasium in Nürnberg, vormals Egidiengymnasium, zu deren berühmtesten Schulleitern Georg Wilhelm Friedrich Hegel zählte. 1966 war Crimmann am musischen Wolfram-von-Eschenbach-Gymnasium in Schwabach, wo er 1969 sein Abitur ablegte. Nach dem Studium an der Kirchlichen Hochschule in Berlin und dem religionsphilologischen Studium mit den Fächern Deutsch, Philosophie, Evangelische Religionslehre in Kiel und Erlangen wurde er Studienreferendar am Gymnasium Friedericianum in Erlangen, und promovierte 1975 bei Joachim Staedtke und Hans-Joachim Schoeps über den jungen Karl Barth.
Die grundlegende Untersuchung geht in Georg Pfleiderers Münchener Habilitationsschrift über Karl Barths praktische Theologie ein und wird dort in einen Bezugsrahmen zur Philosophie und Soziologie des 20. Jahrhunderts gestellt. Crimmann publizierte jene Doktorarbeit 1981 in erweiterter Form unter dem Titel Karl Barths frühe Publikationen und ihre Rezeption. Obwohl Crimmann sich damals dem Prackenfelser Kreis um Friedrich Mildenberger anschloss, suchte er dennoch über die in diesem Kreis hoch gehaltene Trennung von Vernunft und Offenbarung, Metaphysik und Gottes Wort, Philosophie und Theologie, Literatur und biblischer Erzählung hinauszukommen. Er eröffnete speziell mit seinem Werk Literaturtheologie neue Wege der Korrelation zwischen Literatur und Theologie und suchte innerhalb der Evangelischen Theologie ein neues Fach „Literaturtheologie“ zu konstituieren. Dies führte zu Brüchen mit Autoren, die eher auf der traditionellen Schiene eines christlichen Dogmatismus und der motivgeschichtlichen Korrelation fahren, wie Gisbert Kranz.
Die Korrelation von Literatur und Theologie bzw. Philosophie und Theologie bestimmte auch das weitere Wirkungsfeld von Crimmann. Er wurde 1981/82 Assistent von Albrecht Weber an der Universität Augsburg. Dies eröffnete ihm den Zugang zur Erziehungsphilosophie. So kam es zu Werken, die die Erziehungsphilosophie in Beziehung zu Religionspädagogik und Theologie setzen. Die Monographie über Erich Weniger und Oskar Hammelsbeck macht schon vom Titel her deutlich, dass der relativ autonomen Pädagogik ihr Recht zuzugestehen ist, dass aber andererseits die Präsenz der Religion in der Schule nicht nur auf religiöse Nischen beschränkt bleiben darf. Das bei Hammelsbeck deutliche lutherische Erbe, welches sich im Evangelischen Kirchenkampf bei ihm wandelt und in der Fortschreibung der Barmer Theologischen Erklärung von 1934 niederschlägt, darf auch im weiteren Fortgang der Geschichte der praktischen Religionspädagogik nicht verspielt werden. Die Kuschel-Religionspädagogik mit ihren Anleihen bei Psychologie, Meditation und Selbstfindungs-Workshops lassen die Erkenntnisse des Kirchenkampfes in Vergessenheit geraten. Crimmanns religionspädagogische Theorie macht immer wieder auf das Potenzial dieser Kirchenkampf-Religionspädagogik aufmerksam.
Ab 1977 war Crimmann Gymnasiallehrer, später Fachbetreuer für Evangelische Religionslehre an Gymnasien in Erlangen, Vaterstetten und Prien am Chiemsee.
Er wandte sich seit Ende der 80er Jahre wieder verstärkt der Literatur und Philosophie zu. Immer geht es ihm jedoch darum, den Bezug zu Kerngehalten der christlichen Tradition herauszuarbeiten, so in seinen Studien zu Franz Kafka oder zur Literatur- und Philosophiegeschichte. Auch ein autobiographisches Werk findet sich in der Reihe seiner Publikationen, nämlich Würfeln um Küsse (2005). Vom Interesse an der reformatorischen Theologie zeugt schließlich sein Beitrag Bettler vor Gott (2005). Dies alles ist im Kontext der Bemühungen um eine dialogische Religionspädagogik zu sehen. Das Anliegen einer solchen Religionspädagogik wurde verstärkt auch von anderer Seite aufgegriffen, etwa von Karl Ernst Nipkow, der den Dialog mit den naturwissenschaftlichen Fächern sucht (2010), oder von Annegret und Georg Langenhorst (2010), welche die Kooperationsmöglichkeiten von Fachdidaktik Religion und Fachdidaktik Deutsch reflektieren und dabei auch auf Crimmann zurückgreifen.
Crimmanns Werk Urszenen der deutschen Literatur (2013) sucht den Kontakt mit der Literaturpsychologie, ist also im Sinne der dialogischen Religionspädagogik offen für tiefenpsychologische Fragestellungen in der Literaturinterpretation.
Mit dem immer stärker aufkommenden Fundamentalismus und der Ablehnung der historisch-kritischen Methode beschäftigt sich sein Werk „Das apostolische Glaubensbekenntnis historisch-kritisch ausgelegt. Wider die Zeitvergessenheit in Glaubensfragen“ (2016). Weitere Werke des Autors versuchen die Theologie welthaft zu unterfüttern bzw. die literarische Welt aus theologischer Perspektive zu erschließen.
Crimmann hat vier Söhne, ist verheiratet und lebt in Prien am Chiemsee.

## Werke (Auswahl)
- Der junge Karl Barth im Kreuzfeuer der Kritik. Eine Untersuchung über Hintergrund, Echo und Impulse der Theologie Barths von 1909 bis 1927. Dissertation, Philosophische Fakultät der Universität Erlangen, 1975.
- Literaturtheologie. Studien zum Vermittlungsproblem zwischen Germanistik und Theologie, Dichtung und Glaube, Literaturdidaktik und Religionspädagogik. Frankfurt am Main 1978.
- Karl Barths frühe Publikationen und ihre Rezeption. (mit einem pädagogisch-theologischen Anhang) Bern 1981.
- Dialogische Religionspädagogik. Studien zur Literatur, Erziehung und Kirchengeschichte aus religionspädagogischer Sicht. Frankfurt am Main 1985.
- Erich Weniger und Oskar Hammelsbeck. Eine Untersuchung ihrer pädagogischen und theologischen Anschauungen unter besonderer Berücksichtigung des Normenproblems. Weinheim 1986.
- Metaphysik und Praxis. Gewissensethische Überlegungen. Essen 1992.
- Kafka und Katorga. Eine literaturdidaktische Studie. Frankfurt am Main 1996.
- „Jede Epoche ist eine entsetzliche.“ Studien zur deutschen Literaturgeschichte nach Epochen. Hamburg 2001.
- Franz Kafka. Versuch einer kulturphilosophischen Interpretation. Hamburg 2004.
- Würfeln um Küsse. Dreißig Geschichten aus dem Leben des P. Leipzig 2005.
- Philosophie für unsere Zeit. Kein Verrat an Immanuel Kant. Hamburg 2009.
- Utopien, Hoffnungen, Entwürfe. Zur politischen Philosophie der Neuzeit. Hamburg 2011.
- Urszenen der deutschen Literatur. Goethe – Schiller – Hoffmann – Büchner – Fontane – Kafka. Hamburg 2013.
- Karl Ludwig Sand und Georg Büchner. Ein Beitrag zur Zeitgeistforschung. Hamburg 2015.
- Art. Sand Karl(Carl) Ludwig. In: Biographisch-bibliographisches Kirchenlexikon, hgg. v. Bautz, 2015.
- Das Glaubensbekenntnis historisch-kritisch ausgelegt. Wider die Zeitvergessenheit in Glaubensfragen. Hamburg 2016.
- Philosophie und Literatur – Gesammelte Vorlesungen zu Franz Kafka, Johann Wolfgang von Goethe und Max Frisch. Hamburg 2018.
- Freiheit – Martin Luther, Karl Barth, Karl Ludwig Sand und Erlangen 1968. Studien zur Geistesgeschichte der Neuzeit. Hamburg 2018.
- Kohelet – Gottes Zeit und Menschenzeit. Vorträge zu Theologie und Philosophie. Hamburg 2019.
- Der Philipperbrief des Paulus. Theologische und philosophische Vorträge. Hamburg 2020.
- Biblische Theologie zur Erweisung der Einheit der Schrift. Interpretationen im historischen Kontext. Hamburg 2021.
- Der andere Kafka. Eine Re-Lektüre der Werke Franz Kafkas unter besonderer Berücksichtigung biographischer und humoristischer Elemente. Berlin 2022.
- Philosophie der Autobiographie. Hamburg 2023.
- "Da wir keine Geschichte treiben"  Überlegungen zu Kafkas Judentum. In: Stimmen der Zeit 148 (6/2023), 466–473.
- Radikaler Universalismus oder partikulare Friedensethik? Zur Diskussion über den ethischen Universalismus bei den Erzvätern. Berlin 2024.
- Der unendliche Qualitätsunterschied oder die tanzende Weisheit. In Wegmarken, hgg. v. A. Renz, H. Schiffer, W. Verburg (FS Michael Langer), Regensburg 2025, 243–247.

## Sonstige Literatur
- Gisbert Kranz: Christliche Literatur als Provokation. Zu neueren Arbeiten der Literaturtheologie. In: Stimmen der Zeit, 1982 / 200, S. 274–284.
- Gisbert Kranz: Was ist christliche Dichtung? Thesen, Fakten, Daten. München 1987.
- Georg Langenhorst: Theologie und Literatur. Ein Handbuch. Darmstadt 2005.
- Annegret Langenhorst, Georg Langenhorst: Fachdidaktik Religion und Fachdidaktik Deutsch. Chancen und Grenzen der Kooperation. In: M. L. Pirner, A. Schulte (Hrsg.): Religionsdidaktik im Dialog. Religionsunterricht in Kooperation. Jena 2010, S. 47–72.
- Karl Ernst Nipkow: Schöpfungsglaube, Kreationismus und Naturwissenschaft. Voraussetzungen für das Gespräch des Religionsunterrichts mit naturwissenschaftlichen Fächern. In: M. L. Pirner, A. Schulte (Hrsg.): Religionsdidaktik im Dialog. Religionsunterricht in Kooperation. Jena 2010, S. 293–320.